# Oxalis praetexta
Oxalis praetexta är en harsyreväxtart som beskrevs av Prog.. Oxalis praetexta ingår i släktet oxalisar, och familjen harsyreväxter. Inga underarter finns listade i Catalogue of Life.